# إيملي كاي بوك
إيملي كاي بوك هي مخرجة فيديو موسيقي ‏ كندية، ولدت في عقد 1980 في تورونتو في كندا.

## وصلات خارجية
- الموقع الرسمي